# 米拉赫蓋爾山

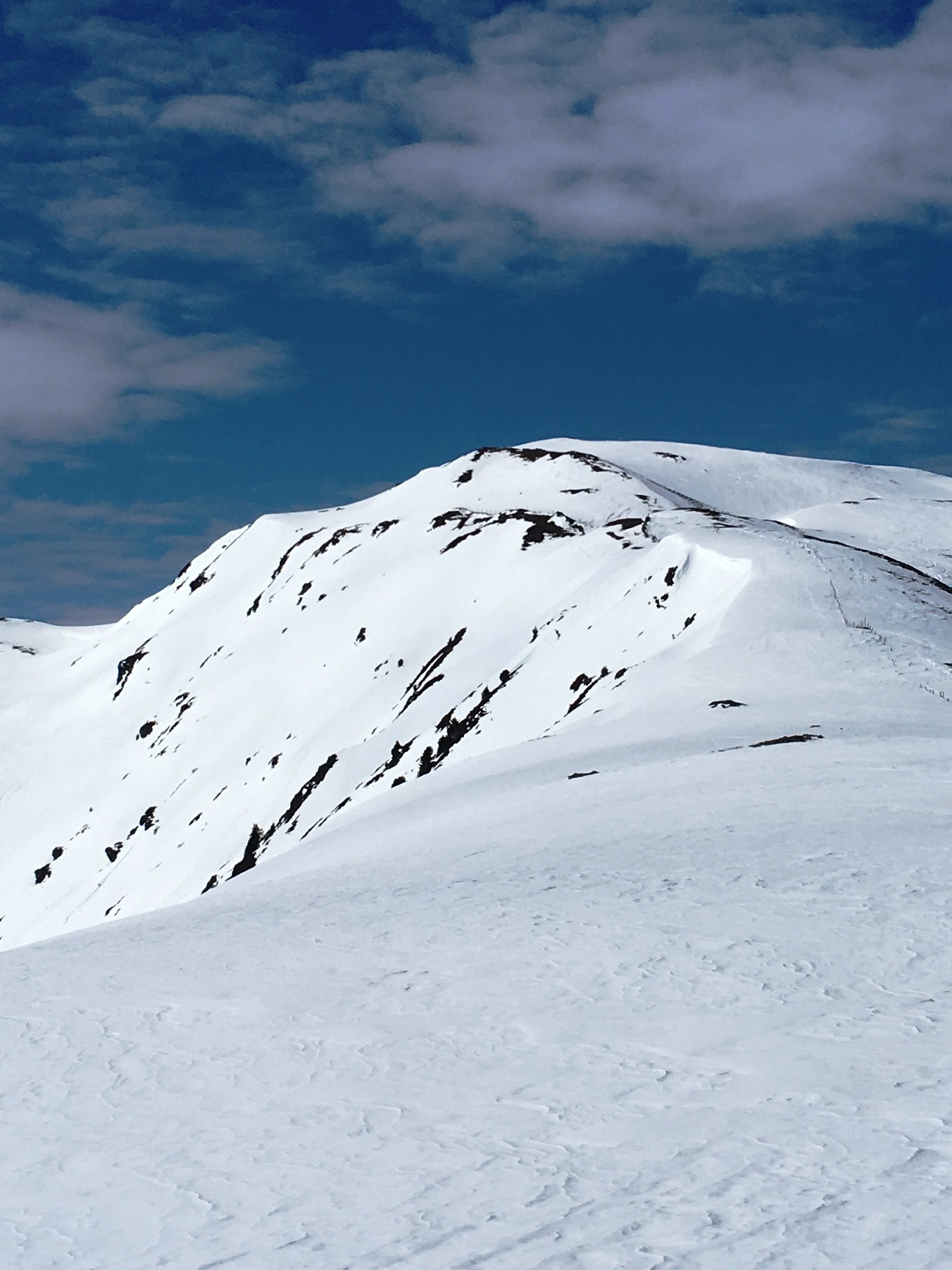

47°16′03″N 12°05′55″E / 47.2675°N 12.09861°E
米拉赫蓋爾山（德語：Müllachgeier），是奧地利的山峰，位於該國中部，由薩爾茨堡州負責管轄，屬於基茨比爾阿爾卑斯山脈的一部分，海拔高度2,254米，每年平均降雨量1,971毫米。